# Femme fatale

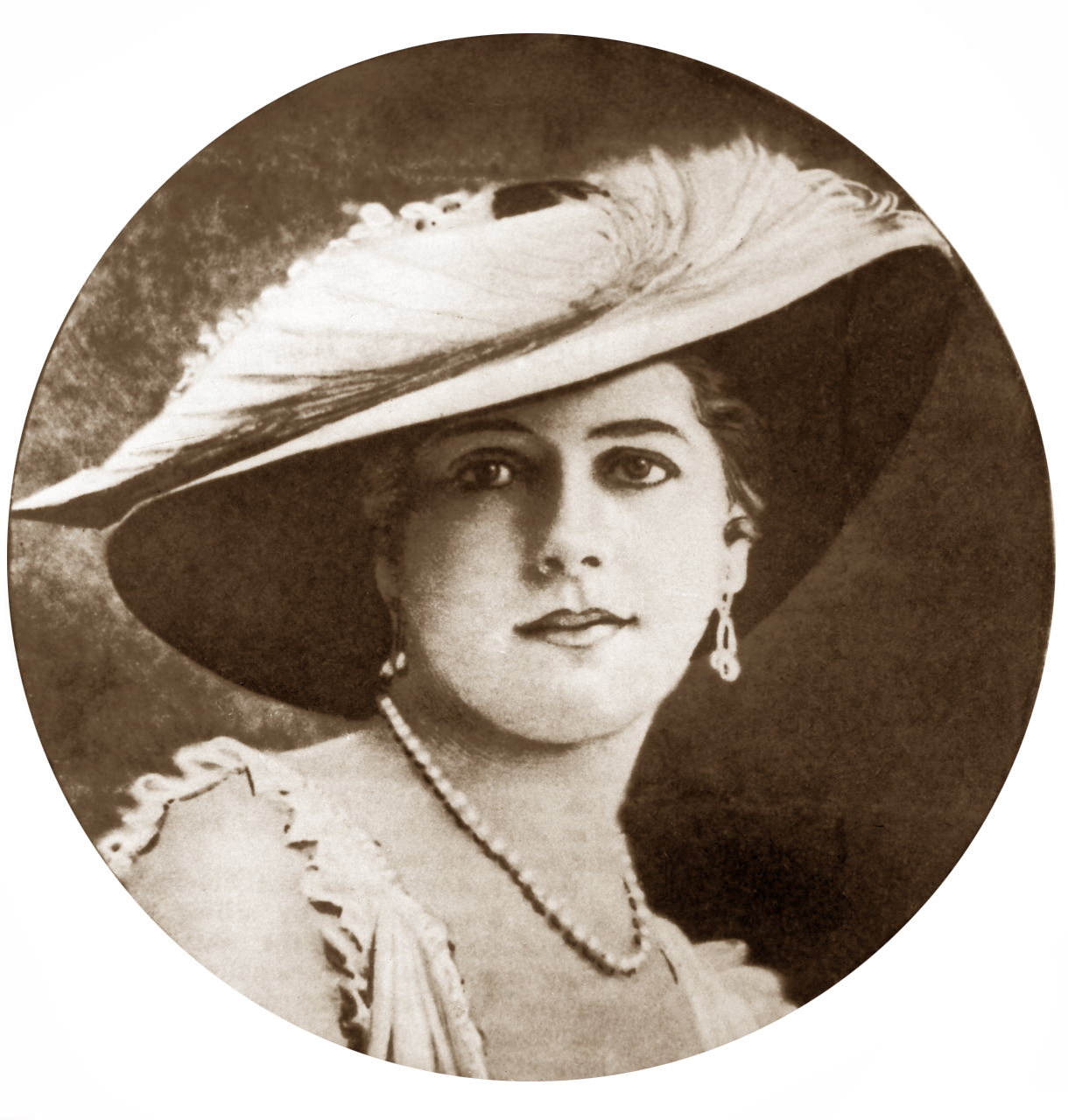
Nizozemská orientální tanečnice Mata Hari popravená za špionáž

Femme fatale ( [fam fatal]IPA francouzsky „osudová žena“) je přitažlivá žena, schopná svým šarmem okouzlit muže a podmanit si je. Není jen krásná, ale vyzařuje z ní moudrost, rozhodnost a nedostupnost. Své charisma umí využívat tak, aby se muž při ní cítil být králem i sluhou zároveň.
Je ctižádostivá a nebojí se odejít, pokud někdo nerespektuje její hranice. Okolí se právě kvůli tomu může zdát chladná a nedosažitelná, ale přesto touží po osudové spřízněnosti.

## Charakteristika
Femme fatale zkoušejí dosáhnout svých skrytých úmyslů užitím ženských úskoků, jako je krása, šarm a sexuální přitažlivost, přičemž všemi těmito atributy jsou dobře vybaveny. V některých situacích jich využívají více než své schopnosti lhaní nebo manipulace.
Tyto ženy se občas mohou stát i oběťmi, které se dostaly do bezvýchodné situace – viz například film Dáma ze Šanghaje z roku 1947 s Ritou Hayworthovou v hlavní roli.

## Slavné femmes fatales

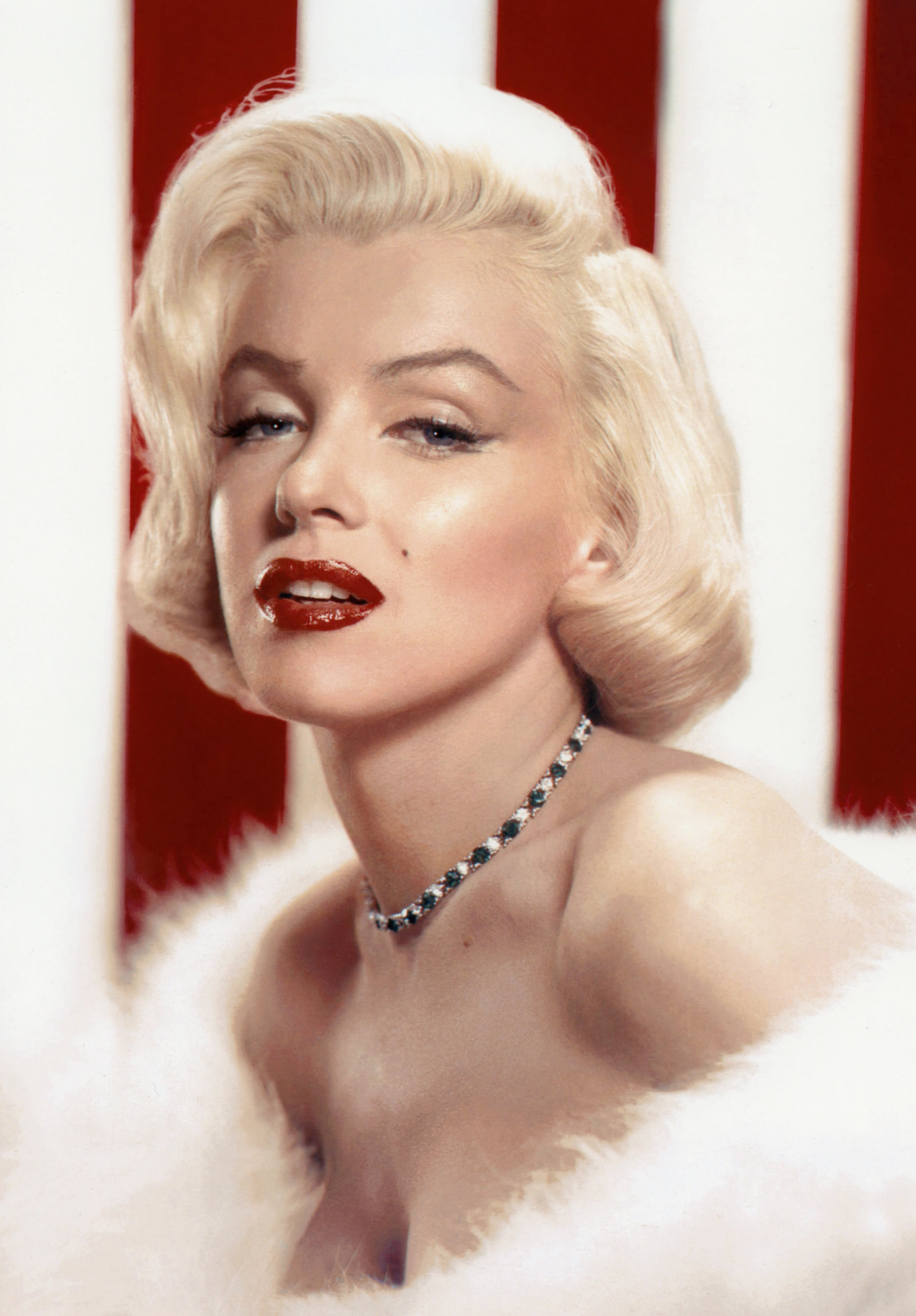
Marilyn Monroe v roce 1953

V dějinách se setkáváme jak s řadou skutečných femmes fatales, tak i mnoha smyšlenými postavami tohoto druhu:
Mytické a literární postavy
- Médeia
- Salome
- Helena
- Dalila
- Carmen

Skutečné historické postavy
- Kleopatra
- Lucrezia Borgia
- Jelizaveta Alexejevna Tarakanovová
- Mata Hari
- Alma Mahlerová
- Adina Mandlová
- Elizabeth Taylor
- Marilyn Monroe

## Homme fatal
Jako mužský ekvivalent může rovněž existovat homme fatal. Jako takové muže, kteří mají podobné vlastnosti, můžeme chápat například postavu Dona Juana, Heathcliffa z románu Na Větrné hůrce a většinu knižních hrdinů Lorda Byrona; dalšími takovými jsou Billy Budd, hrabě Drákula, Tadzio v románu Smrt v Benátkách, Harthouse v Těžkých časech od Charlese Dickense, dále například Georges Querelle v Querelle z Brestu od Jeana Geneta, postava Jamese Bonda od Iana Fleminga, Tom Ripley v románech Patricie Highsmithové či Georges Duroy v románu Bel-Ami z roku 1885 od Guy de Maupassanta.